# Allison Schmitt
Allison Schmitt (* 7. Juni 1990 in Pittsburgh, Pennsylvania) ist eine US-amerikanische Schwimmerin, die bei den Olympischen Sommerspielen 2012 in London den Titel über 200 m Freistil gewann. In vorigen olympischen Turnieren hat sie bereits mehrfach Medaillen gewonnen, ebenso bei Weltmeisterschaften und pan-pazifischen Meisterschaften.

## Leben
Schmitt wurde 1990 in Pittsburgh in Pennsylvania (Vereinigte Staaten) geboren und wuchs in Canton (Michigan) auf.
2008 begann sie ein Studium an der University of Georgia. Von 2009 bis 2011 war sie für die National Collegiate Athletic Association, einen über viele Colleges und Universitäten in den USA organisierten Freiwilligenverband, als Schwimmerin des Teams Georgia Bulldogs aktiv. Die nationalen Meisterschaften dieses Verbands gewann sie viermal: 2009 bis 2011 über 500 Meter Freistil, 2010 zudem über 200 Meter Freistil. In den Folgejahren war sie nicht mehr Teil des Teams, da sie sich mit ihrem Trainer Bob Bowman und dem North Baltimore Aquatic Club auf die Olympischen Sommerspiele 2012 in London vorbereitete.

## Karriere
Erste Aufmerksamkeit errang sie 2007, als sie beim Japan Invitational den vierten Platz über 800 Meter Freistil erreichte. Bei den Junior Pan Pacific Championships im gleichen Jahr gewann sie jeweils Bronze über 200 Meter und 100 Meter Freistil. Bereits 2008 nahm sie in Peking erstmals an den Olympischen Sommerspielen teil, damals war sie Teil der Staffel, die über 4 × 200 Meter Freistil Bronze gewann. Da sie im Halbfinale über 200 Meter Freistil jedoch nur Neunte wurde, verpasste sie ihre erste Finalteilnahme. Bei den Schwimmweltmeisterschaften 2009 in Rom trat sie in drei Wettbewerben an. Über 400 Meter Freistil schwamm sie die zweitbeste Zeit mit 4:02,80 min. Mit einer um 30 Millisekunden verbesserten Zeit wurde sie im Finale schließlich Vierte. Im Finale über 200 Meter Freistil wurde sie Zweite hinter Federica Pellegrini, erreichte dennoch einen neuen amerikanischen Rekord. In der Staffel über 4 × 200 Meter Freistil wurden die Amerikanerinnen Zweiter hinter der Volksrepublik China.
Bei den Schwimmweltmeisterschaften 2011 in Shanghai gewann sie ihre erste Goldmedaille. Über 4 × 200 Meter Freistil erreichte sie mit Missy Franklin, Dagny Knutson und Katie Hoff vor Australien und China den ersten Platz. 2012 qualifizierte sie sich über 200, 400 und 100 Meter Freistil für die Olympischen Sommerspiele 2012. Im Wettkampf über 200 Meter Freistil schwamm sie zudem eine Zeit von 1:54,40 min und verbesserte damit ihren eigenen Amerikarekord. Bei den Olympischen Spielen schließlich gewann Schmitt Gold über 200 Meter Freistil. Hierbei erreichte sie durch die Bestzeit von 1:53.61 einen neuen olympischen Rekord. Eine weitere Goldmedaille gewann sie mit der 4 × 200-m-Freistilstaffel zusammen mit Missy Franklin, Dana Vollmer und Shannon Vreeland, ebenfalls in olympischer Rekordzeit von 7:42,92 min. Eine Silbermedaille holte Schmitt über 400 Meter Freistil, Bronze gewann sie mit der 4 × 100-m-Freistilstaffel zusammen mit Missy Franklin, Jessica Hardy und Lia Neal.